# Jesse Carmichael
Jesse Royal Carmichael (ur. 2 kwietnia 1979 w Boulder) – klawiszowiec w zespole Maroon 5.